# Saw X
Saw X är en amerikansk skräckfilm från 2023, som är regisserad av Kevin Greutert med manus skrivet av Josh Stolberg och Peter Goldfinger. Filmen är den tionde delen i Saw-filmserien. I filmen medverkar bland andra Tobin Bell, Shawnee Smith och Synnøve Macody Lund. Inspelningen ägde rum i Mexico City från oktober 2022 till februari 2023.
Filmen hade premiär den 29 september 2023, utgiven av Nordisk Film.

## Handling
Filmen kretsar kring John Kramer, även känd som Jigsaw, och utspelar sig kronologiskt mellan den första och den andra filmen i Saw-serien.

## Rollista (i urval)
- Tobin Bell – John Kramer / Jigsaw
- Shawnee Smith – Amanda Young
- Synnøve Macody Lund – Cecilia Pederson
- Steven Brand – Parker Sears
- Michael Beach – Henry Kessler
- Renata Vaca – Gabriela
- Paulette Hernández – Valentina